# Tisâmeno (filho de Orestes)
Tisâmeno foi um filho de Orestes e Hermíone. Ele era rei de Argos, Micenas e Esparta, mas foi derrotado e morto pelos heráclidas. A Diarquia de Esparta começa com os irmãos Eurístenes e Procles, seus sucessores.

## Família
Tisâmeno foi o último dos reis da Casa de Atreu.
Tisâmenos era filho de Orestes e Hermíone, que eram primos. Orestes também tinha um filho, Pentilo, com Erígone e Hermíone havia sido casada com Neoptólemo, mas não tinha filhos com ele.
Orestes era um dos filhos de Agamenom e Clitemnestra, Hermíone a filha única de Menelau e Helena,  e Erígone filha de Clitemnestra e Egisto,
Agamenom e Menelau eram irmãos, possivelmente filhos de Atreu, filhos de Plístene e Aérope  ou filhos de Plístene e Cléola.
A Casa de Atreu se caracterizou por lutas internas: Egisto matou seu tio Atreu, Agamenom matou Tântalo, irmão de Egisto e marido de Clitemnestra, Egisto e Clitemnestra mataram Agamenom  e Orestes matou Egisto e sua própria mãe Clitemnestra.

## Reinado
Orestes reinou sobre boa parte do Peloponeso: a Acaia, a Arcádia, Argos (Grécia),  Esparta e Micenas.
Tisâmeno herdou de Orestes as cidades de Esparta (pois os filhos de Menelau, Nicóstrato e Megapente, eram filhos de uma escrava)  e Micenas.
Tisâmeno era o rei do Peloponeso quando houve a invasão dórica.

## Morte
Existem duas versões sobre sua morte: segundo Pseudo-Apolodoro, ele morreu durante a invasão dórica; segundo Pausânias, ele foi exilado.